# كلاوس بونهوفر
كلاوس بونهوفر (بالألمانية: Klaus Bonhoeffer)‏ (و. 1901 – 1945 م) هو محامي، ومقاوم عسكري ألماني، ولد في فروتسواف، توفي في برلين، عن عمر يناهز 44 عاماً، بسبب إعدام رميا بالرصاص.

## التعليم
تعلم في جامعة جنيف
.